# زبان اشاره دانمارکی
زبان اشاره دانمارکی زبان اشاره‌ای است که توسط ناشنوایان و کم شنوایان در دانمارک استفاده می‌شود.